# JRockit
A JRockit, egy kereskedelmi Java virtuális gép (JVM), amelyet eredetileg az Appeal Virtual Machines fejlesztett ki. 2002-ben a BEA Systems megvette, majd 2008-ban részévé vált a Oracle Fusion Middleware-nek.
A JRockit alap kódját és a HotSpot virtuális gépet a Sun Microsystems-től (most Oracle-tól) jelenleg összeintegrálják, azzal a céllal hogy kiadjanak egy új JVM-et,  kombinált alapkóddal körülbelül a JDK 8 kiadása környékén.
2011 májusában a JRockit kódját szabaddá és nyilvánosan elérhetővé tették.
Sok JRE class fájlt, amit JRockit-tal adnak ki, pontos másolata annak, amit a HotSpot-tal kiadnak. A JRockit felüldefiniálja azokat class fájlokat, amelyek  szorosan kötődnek a JVM-hez, megtartva így az API kompatibilitást, de fokozva a JVM teljesítményét.

## Történet
A Sun Microsystems felvásárlásának befejezését követően az Oracle bejelentette a JavaOne 2010-en, hogy a JRockit legjobb tulajdonságait megvalósítanák az OpenJDK-ban.
2011 májusában, az Oracle bejelentette, hogy a JRockit-et szabaddá teszi, és egyben megerősítette, hogy tervezik portolni a JRockit tulajdonságait az OpenJDK-ba.

## Oracle JRockit - A határozott útmutató
Az „Oracle JRockit - A határozott útmutató” című könyv – amelyet Marcus Lagergren és Marcus Hirt írt – volt az első részletes könyv a JVM belső működéséről (nem csak JRockit specifikusan), amelyet valaha kiadtak. Nem csak hogy belemegy részletekbe a JRockit JVM-be hozzáadott specifikus értékekkel kapcsolatban (amelyet most portolnak az OpenJDK kódbázisába), de részletesen elmagyarázza a futtatókörnyezet belső működését, mint pl. a kódgenerálás, memória menedzsment és szálkezelési rendszerek.

## Teljesítmény
Az Oracle az állítja, hogy a JRockit használata jelentős teljesítmény növekedést okoz, de független teljesítményértékelések nem mindig ezt bizonyítják. A korai Java virtuális gépek szerver teljesítményértékelései leginkább afelé tendáltak, hogy a HotSpot szerver teljesítménye tűnt jobbnak, de a JRockit sokkal jobb skálázhatóságot biztosított.

## Támogatott CPU típusok
- Intel x86
- Intel x86-64
- Intel Itanium (támogatása véget ért)
- Sun/SPARC

## JRockit Mission Control
A JRockit 5.0 R26 csomagba bekerült egy eszköz halmaz, melyet JRockit Mission Control-nak hívnak.
Az eszközök a következők:
- egy interaktív menedzsment konzol, amely vizuálisan jeleníti meg a szemétgyűjtést, valamint egyéb teljesítmény statisztikákat nyújt
- egy futási környezet teljesítményének sebesség optimalizáló eszköz, amit Runtime Analyzer-nek hívnak
- egy memória-analízis eszköz, melyet Memory Leak Detector-nak hívnak

Az R27.3 kiadástól kezdve az eszközkészlet része egy késleltetés analizátor, amely grafikusan jeleníti meg, amikor a szálak állnak a következők miatt: szinkronizáció, fájl/hálózat I/O, memória foglalás vagy éppen szemétgyűjtés megállítása miatt.

## Fordítás
Ez a szócikk részben vagy egészben  a   JRockit című angol Wikipédia-szócikk ezen változatának fordításán alapul.  Az eredeti cikk szerkesztőit annak laptörténete sorolja fel. Ez a jelzés csupán a megfogalmazás eredetét és a szerzői jogokat jelzi, nem szolgál a cikkben szereplő információk forrásmegjelöléseként.